# Вільгельм Кауер
Вільгельм Кауер (нім. Wilhelm Cauer; 24 червня 1900 — 22 квітня 1945) — німецький математик і вчений.

## З творчої біографії
Вільгельм Кауер найбільш відомий через його роботу з аналізу та синтезу електричних фільтрів (його робота поклала початок області синтезу мережі). В. Кауер дав математичне обґрунтування для проектування електронного фільтра.
Кауер спочатку спеціалізувався в загальній теорії відносності, але незабаром перейшов до електротехніки. Його робота для німецької дочірньої компанії Bell Telephone Company привела до контактів з провідними американськими інженерами в області фільтрів. Це виявилося корисним ще й тривіально для життєзабезпечення, коли Кауер був не в змозі прогодувати своїх дітей під час німецької економічної кризи 1920-х років, і він переїхав до США. Він вивчав ранні комп'ютерні технології в США до повернення в Німеччину. Підйом нацизму в Німеччині перепинив кар'єру Кауера, тому що в нього був вияввлений єврейський предок. Кауер був застрелений під час падіння Берліна радянськими солдатами.
Рукописи для деяких з найбільш важливих неопублікованих творів Кауера під час війни були знищені. Проте його сім'ї вдалося реконструювати більшу частину його нотаток і II томи з «Theorie der linearen Wechselstromschaltungen» було опубліковано після його смерті. Спадщина Кауера актуальна й нині, при синтезі мережі є методом вибору шляху для проектування мережі.

## Твори
- W. Cauer: Siebschaltungen. VDI-Verlag, Berlin, 1931.
- W. Cauer: Theorie der linearen Wechselstromschaltungen. Bd. 1. Becker und Erler, Leipzig, 1941.
  - Bd. 2. Akademie, Berlin, 1960
- W. Cauer: Synthesis of Linear Communication Networks. McGraw-Hill, New York, 1958.

### Довідкові роботи
- E. Cauer, W. Mathis, and R. Pauli, «Life and Work of Wilhelm Cauer (1900—1945)», Proceedings of the Fourteenth International Symposium of Mathematical Theory of Networks and Systems (MTNS2000), Perpignan, June, 2000. Retrieved online [Архівовано 8 червня 2011 у Wayback Machine.] 19 September 2008.
- Belevitch, V, «Summary of the History of Circuit Theory», Proceedings of the IRE, vol 50, pp848–855, May, 1962.
- Bray, J, Innovation and the Communications Revolution, Institute of Electrical Engineers, 2002 ISBN 0852962185.
- Matthaei, Young, Jones Microwave Filters, Impedance-Matching Networks, and Coupling Structures McGraw-Hill 1964.